# Măru Roșu, Brăila
Măru Roșu este un sat ce aparține orașului Însurăței din județul Brăila, Muntenia, România.